# Hieronymus von Würzburg
Hieronymus von Würzburg († 23. März 1651 in Würzburg) war Dompropst im Bistum Würzburg und Bamberg.

## Leben und Wirken
Hieronymus von Würzburg wurde als Sohn von Johann Veit und Anna von Thüna geboren und hatte – zu der Zeit durchaus üblich – mehrere kirchliche Ämter inne. Am 6. November 1604 immatrikulierte er an der Universität Würzburg und studierte zusammen mit seinem Bruder Christoph an der Universität Ingolstadt Jura. Am 24. Dezember 1611 wurde er Subdiakon. In den Jahren 1625 bis 1627 war er Rektor der Universität Würzburg. Anschließend wurde er Propst in Bamberg und im Jahre 1634 war seine Ernennung zum Dompropst in Würzburg. Er war auch Dompropst in Bamberg (ab 1642). In einer Urkunde der Zisterzienserinnen wird erwähnt, dass Hieronymus dem Johannes Steffen, Verwalter im Kloster Himmelspforten, im Auftrag der Äbtissin Anna Baunach ein Lehen in der Zellerau übergab, das der Würzburger Dompropstei gehörte.